# Overdose&Overdrive
Overdose&Overdrive je pátým studiovým albem české metal/crust´n rollové hudební skupiny Malignant Tumour, které vyšlo ve formátu CD a LP. Martin Van Drunen (zpěvák Pestilence, Asphyx, Hail of Bullets) označil desku jako nejlepší metalové album roku 2013. Album bylo anketou Břitva nominováno v kategorii album roku. Videoklipy Overdose&Overdrive a At Full Throttle byly anketou Břitva nominovány na videoklip roku, přičemž At Full Throttle nominaci proměnil.

## Seznam skladeb
- Bucks&Roll
- Overdose&Overdrive
- Drinkday
- The Secret Source
- Shitfaced
- Stay Over Night
- At Full Throttle
- Command to Headbang
- A Great Turn of S.P.E.E.D.
- Stagestorm
- Horned Icon
- Final Delirium

## Produkce
- Andy Classen

## Sestava
- Bilos – zpěv, kytara
- Šimek – basa, doprovodný zpěv
- Bohdič – bicí
- Korál – kytara, doprovodný zpěv

## Hosté
- žádní hosté

## Ocenění/nominace
Ceny Břitva
| Rok  | Nominace                      | Kategorie      | Výsledek |
| ---- | ----------------------------- | -------------- | -------- |
| 2013 | Album roku Overdose&Overdrive | Album roku     | nominace |
| 2013 | Videoklip Overdose&Overdrive  | Videoklip roku | nominace |
| 2014 | Videoklip At Full Throttle    | Videoklip roku | vítěz    |

## Vydání
Album v prvním výlisu vyšlo ve formátu CD (1000 ks), digipak CD (1000 ks) a LP (500 ks).